# توني كروكر
توني كروكر (بالإنجليزية: Tony Crocker)‏ مواليد 17 يناير 1987 في لوتون، هو لاعب كرة سلة أمريكي. بدأ مسيرته الاحترافية في سنة 2010. يلعب مع نادي طوفاس الرياضي في الدوري التركي لكرة السلة. يبلغ طوله 6 قدم 6 بوصة (2.0 م).

## روابط خارجية
- توني كروكر على موقع كرة السلة الأوروبية.كوم (الإنجليزية)
- توني كروكر على موقع كلية كرة السلة في سبورتس رفرنس.كوم (الإنجليزية)
- توني كروكر على موقع ريلجم (الإنجليزية)
- توني كروكر على موقع بروبوليرز (الإنجليزية)
- توني كروكر على موقع سبورتس رفرنس (الإنجليزية)